# Stadler Rail

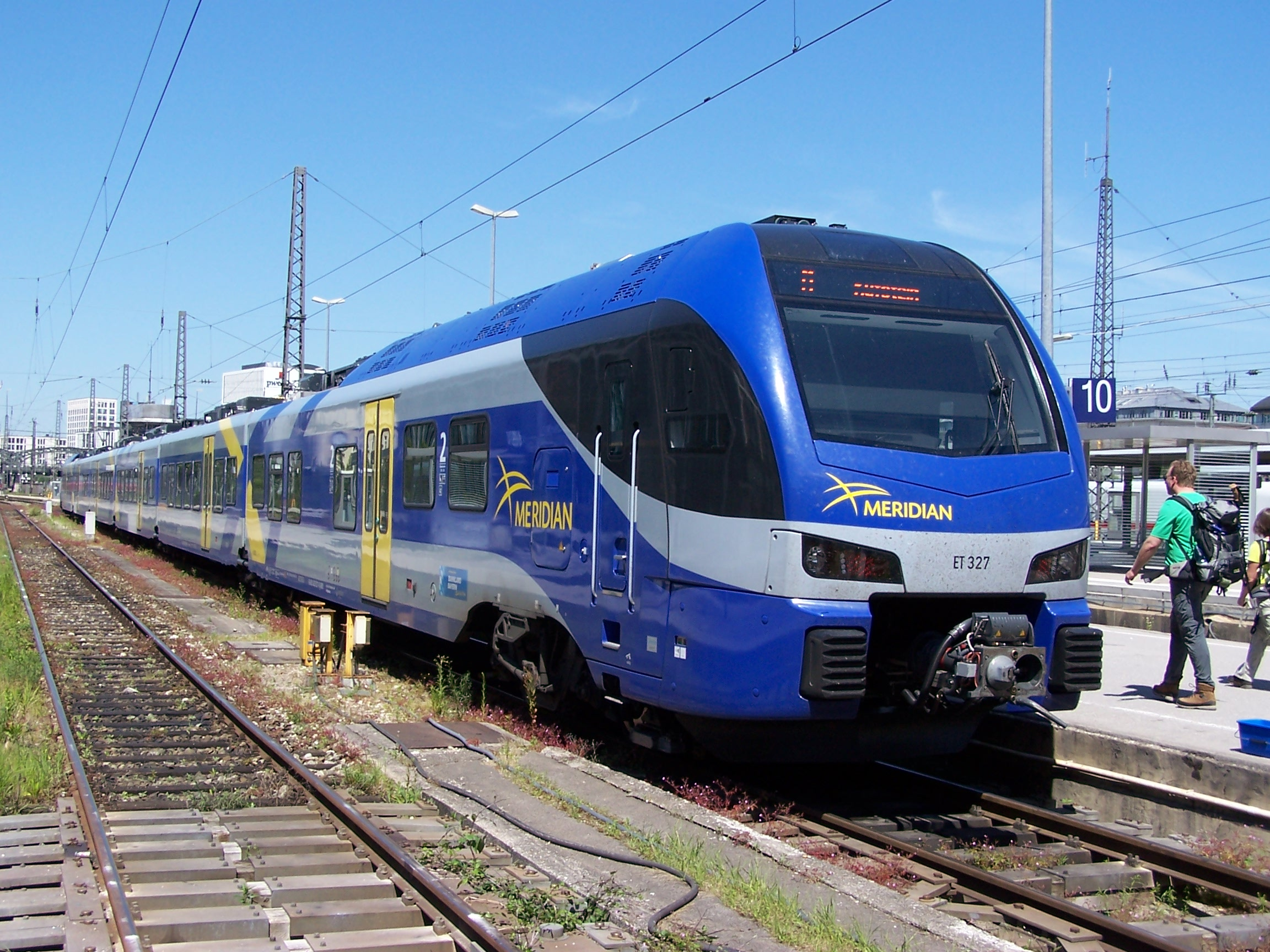
Jednotka Stadler FLIRT

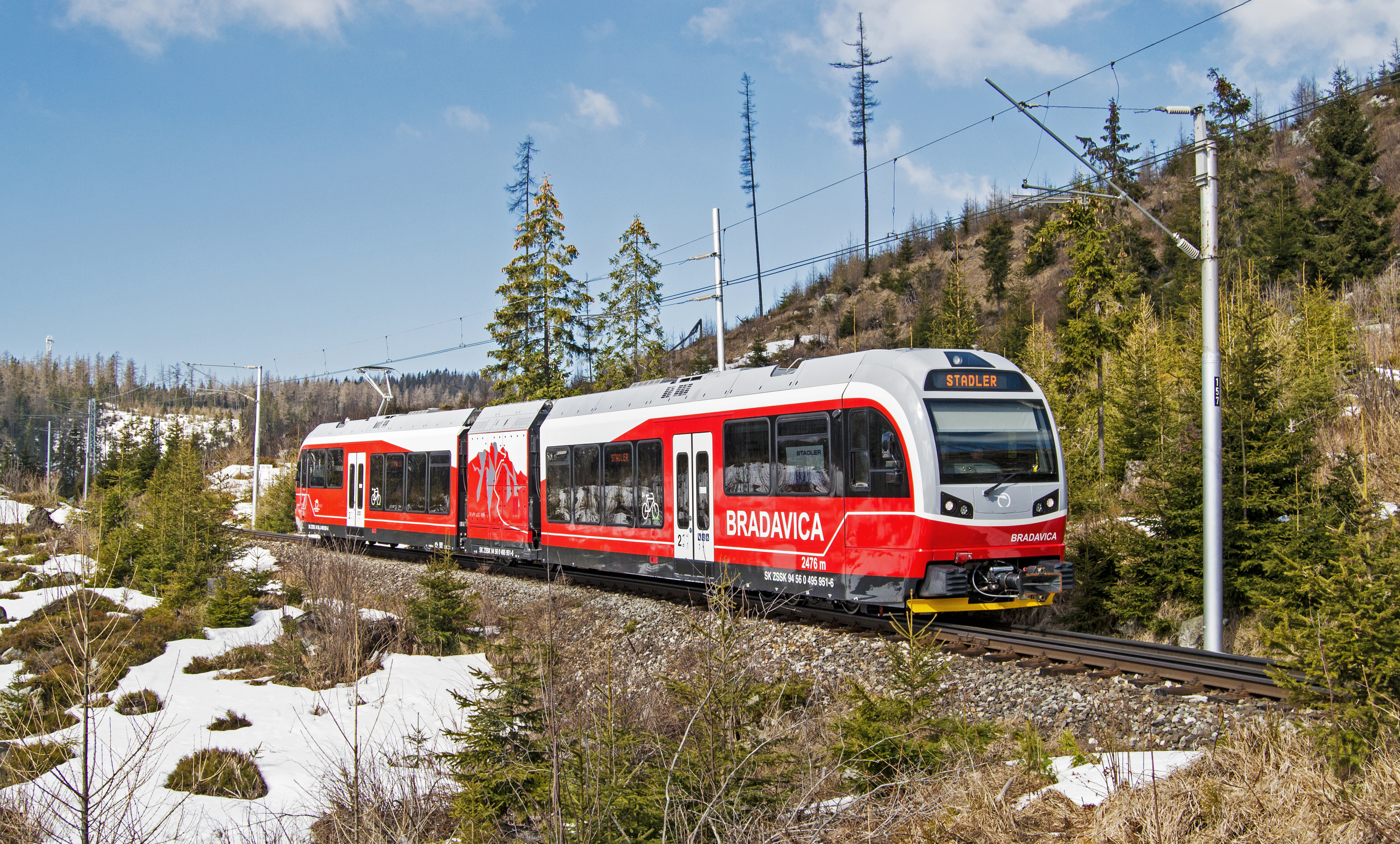
Elektrická jednotka Stadler GTW 2/6 slovenské řady 495.95

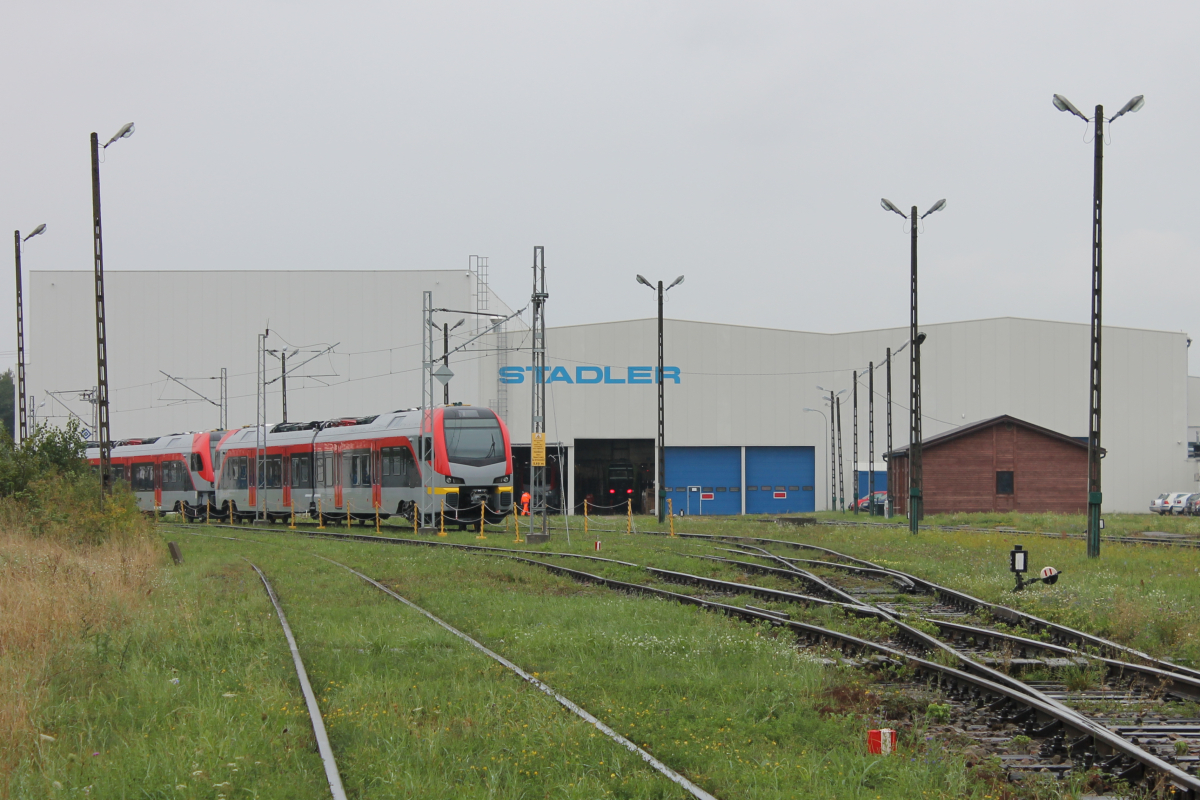
Výrobní závod v polských Siedlcích

Stadler Rail AG je švýcarská společnost se sídlem v Bussnangu, která se zabývá především výrobou kolejových vozidel.

## Historie
Kořeny společnosti sahají do roku 1942, kdy Ernst Stadler založil v Curychu inženýrskou kancelář Stadler, která se v roce 1945 začala zabývat výrobou akumulátorových a motorových posunovacích lokomotiv. V roce 1962 pak firma postavila montážní halu v Bussnangu, kde je její dnešní sídlo. V roce 1976 firma změnila název na Stadler Fahrzeuge AG a v roce 1984 se začala zabývat výrobou kolejových vozidel pro osobní dopravu. V roce 1989 podnik převzal Peter Spuhler, resp. jím vlastněná společnost PCS Holding AG založená téhož roku. V roce 1994 pak společnost PCS Holding AG mění název na současný Stadler Rail AG. Dceřiná společnost Stadler Fahrzeuge AG se pak v roce 1997 přejmenovává na nynější název Stadler Bussnang AG.

## Pobočky

### Švýcarsko
- Stadler Bussnang AG, Bussnang - výrobní a konstrukční závod pro jednotky typu FLIRT, GTW a ozubnicová vozidla.
- Stadler Altenrhein AG (dříve Schindler Waggon), Altenrhein - výroba patrových jednotek, tramvají, osobní vozy a vozidla pro rozchod 1000 mm.
- Stadler Winterthur AG (dříve WINPRO AG, nástupce společnosti Schweizerische Lokomotiv- und Maschinenfabrik - SLM), Winterthur - konstrukce a výroba podvozků
- IBS-Zentrum, Erlen - centrum pro testování a oživování nově vyrobených vozidel[5]

### Německo
- Stadler Pankow GmbH (původně společný podnik s firmou Adtranz, od roku 2001 plně v rukou Stadler Rail), Berlín - závod pro produkci motorových vozů Regio-Shuttle RS1 a tramvají[5]

### Střední Evropa
- Stadler Polska Sp. z o.o., Siedlce - výroba jednotek pro celou Evropu, především vozidel FLIRT
- Stadler Ungarn Kft., Budapest - zajišťuje prodej a marketing vozidel firmy v Maďarsku a řídí rovněž servisní centrum v Pusztaszabolcs
- Stadler Szolnok Kft., Szolnok - výroba hliníkových skříní vozidel
- Stadler Praha s.r.o.,[6] Praha - konstrukční kancelář
- Stadler Minsk, Minsk - závod provádějící konečnou montáž vozidel pro země Společenství nezávislých států[5]

### Servis
- Stadler Ungarn Kft., Budapest - servisní centrum v Pusztaszabolcs
- Algieria DZ, Alžír - údržba jednotek FLIRT pro státní dráhy SNTF
- Meran I, Merano - údržba jednotek GTW pro italské dopravce Südtiroler Transportstrukturen AG a SAD Trasporto Locale SPA.
- Stadler Linz, Linec - servisní centrum pro jednotky KISS dopravce WESTbahn Management GmbH[5]